# Massengrab Kasaplar Deresi
Kasaplar Deresi (etwa: „Metzgersbach“) ist der Name eines Massengrabs etwas nördlich von Siirt in der Türkei, in dem im Jahr 1984 mutmaßliche Kämpfer der PKK begraben wurden. Presseberichten zufolge wurden dort mehr als 100 Kurden verscharrt. Das Massengrab entstand auf Anweisung der durch die ANAP geführte Stadtverwaltung unter Aufsicht des Militärs. Im März 1989 gewann in Siirt die SHP die dortigen Kommunalwahlen. Angehörige der Toten forderten im April 1989 die Herausgabe der sterblichen Überreste von der Staatsanwaltschaft. Auf Anweisung der Staatsanwaltschaft ließ die Stadtverwaltung die Leichname ausgraben und auf dem städtischen Friedhof bestatten. Die Umbettung geschah unter Abschottung der Öffentlichkeit am 22. April 1989. Im Jahr 1991 wurde der für das Massengrab verantwortliche Bürgermeister der ANAP Mahmut Çalapkulu in seinem Haus von Attentätern erschossen. Allgemein wird davon ausgegangen, dass dieser Anschlag ein Racheakt der PKK war.
22 Jahre nach dem Ereignis erhielt Evin Çiçek, die damalige Vorsitzende des Menschenrechtsvereins in Siirt, eine Liste von einem Verwaltungsmitarbeiter mit den Namen, dem Geburtsjahr, Geburtsort, dem Datum und dem Ort der Tötung, der Opfer. Die Liste war von der örtlichen Kommandantur der Jandarma erstellt worden und umfasste 82 Namen. Nachforschungen des Menschenrechtsvereins ergaben, dass die sterblichen Überreste von vier Toten später den Familien übergeben worden waren und dass die Liste falsche Angaben darüber macht, ob die Leichname den Familien übergeben worden waren.
Der damalige Journalist der Wochenzeitschrift 2000'e Doğru, Günay Aslan, der 1989 über das Massengrab berichtete, schrieb später ein Buch darüber. Aslan schreibt, dass nicht nur PKK-Angehörige, sondern auch Opfer extralegaler Hinrichtungen, wie sie zu jener Zeit in der Türkei an der Tagesordnung waren, dort beerdigt wurden. Heute ist das Gelände eine Müllhalde.

## Sonstiges
Musa Anter schrieb ein Gedicht über Kasaplar Deresi. Es trägt den Titel „Nevala Kasaba“, das entspricht im Kurdischen dem türkischen Namen Metzgersbach.

## Dokumentarfilm
- Ölü ve de Diri (Mirî û jî Sax) von Murat Kocaman, Bilge Demirtaş, Alper Elitok, Can Gündüz und Osman Şişman